# Прапор Флеволанду

Прапор Флеволанда

Прапор нідерландської провінції Флеволанд був прийнятий 9 січня 1986 року. 

## Опис
Співвідношення сторін прапора 2:3. 
Прапор нагадує про те, як нова провінція була відвойована у Ейсселмера. Центральна жовта смуга, спочатку хвиляста, а потім пряма, символізує перетворення моря на сушу. ЇЇ колір символізує ріпак, посаджений для стабілізації землі. Синій символізує воду, зелений землю. 
Біла лілія  — це каламбур, відомий у геральдиці як «промовисті герби». Він вшановує Корнеліса Лелі, дизайнера оригінальних польдерів, необхідних для провінції. Такою ж квіткою прикрашений прапор Лелістада, столиці провінції.